# ديتريخ بوكستيهود
ديتريخ بوكستيهود عازف أرغن و ملحن في فترة عصر الباروك أعماله الموسيقية على الأرغن تمثل جزء مركزي من عروض الأورغن المسرحية وعادةً ما تؤدى في الحفلات الموسيقية و الكنائس. لقد لحن أنواع عديدة من التعابير الصوتية و الموسيقية، و قد تأثر بنمطه العديد من الملحنين بما بينهم يوهان سباستيان باخ. اليوم يعتبر ديتريخ واحد من أهم الملحنين في ألمانيا لفترة عصر الباروك. 

## روابط خارجية
- ديتريخ بوكستيهود على موقع IMDb (الإنجليزية)
- ديتريخ بوكستيهود على موقع الموسوعة البريطانية (الإنجليزية)
- ديتريخ بوكستيهود على موقع ميوزك برينز (الإنجليزية)
- ديتريخ بوكستيهود على موقع إن إن دي بي (الإنجليزية)
- ديتريخ بوكستيهود على موقع أول ميوزيك (الإنجليزية)
- ديتريخ بوكستيهود على موقع ديسكوغز (الإنجليزية)
- ديتريخ بوكستيهود على موقع قاعدة بيانات الفيلم (الإنجليزية)